# Kabotagebeförderung
Als Kabotagebeförderung bezeichnet man binnenländische Güterbeförderungen durch ausländische Frachtführer. Solche Binnenbeförderungen sind in Deutschland nur den im europäischen Wirtschaftsraum EWR (EU-Mitgliedstaaten und EFTA-Staaten mit Ausnahme der Schweiz) ansässigen Frachtführern erlaubt, die über eine EU-Lizenz verfügen.
Sonstige ausländische Frachtführer dürfen keine Kabotageverkehre durchführen.